# Ватутин, Анатолий Николаевич
Анатолий Николаевич (Иванович) Ватутин (7 августа 1935 — 7 мая 2003) — советский хоккеист, защитник, тренер. Мастер спорта СССР.

## Биография
Воспитанник московских «Крыльев Советов», ученик Николая Эпштейна. В сезоне 1954/55 играл за «Крылья Советов». В чемпионате СССР выступал за «Буревестник» Москва (1955/56 — 1956/57) и «Химик» Воскресенск (1957/58 — 1966/67). В сезонах 1967/68 — 1968/69 — играющий тренер болгарского клуба «Металлург» Перник.
Старший тренер «Дизелиста» Пенза (1972/73 — 1976/77), тренер (1977/78, 1983/84) и старший тренер (декабрь 1978 — март 1979) московского «Спартака». Старший тренер «Химика» (1979/80), юниорской сборной СССР (1985/86).
Работал в ДЮСШ «Химик» Воскресенск, «Спартак» Москва, «Вымпел» Москва.
Скончался 7 мая 2003 года.